# ステップ (パソコンショップ)
株式会社ステップとは、かつて存在していた日本のパソコンショップである。パソコン以外にも、ビデオデッキなどの家電製品も扱っていた。千葉県市川市を本拠地とし、東京の秋葉原や大阪の日本橋にも出店していた。「5つのNO!」を掲げて低価格戦略で事業を拡大させたが、1996年9月に倒産した。

## 概要
1979年に寺田由雄が千葉県市川市行徳で創業し、翌年に法人化した。当初は普通の電器店だったが、後述の「5つのNO!」に象徴される徹底した運営コスト削減による低価格・大量販売路線に変更し、千葉県内で急速に店舗網を広げた。本店は、地下鉄東西線の行徳駅から徒歩5分の駅前商店街のはずれに所在していた。
店舗は倉庫のように箱ごと在庫が積まれ、小さな商品は客がレジに直接持って行き、大きな商品は型番を伝えて購入するという販売スタイルであった。また、店舗販売のほか雑誌広告による通信販売も行っており、秋葉原などに店舗を広げる前は通信販売が事業のメインであった。
1990年時点の店舗は渋谷、秋葉原、西葛西の3か所であったが、その後は秋葉原や日本橋にも進出し、一時は秋葉原の価格形成にも影響を与えた。ピーク時の1994年2月期には265億円を売り上げたものの、すでに薄利多売が行き過ぎて赤字を計上していた。さらに、時を同じくしてパソコンのコモディティ化に伴って単価下落と家電量販店の取り扱い増大により、価格競争が日々激化して急速に収益が悪化し、翌1995年2月期には170億円と売上が大幅に減少した。家電店・パソコン専門店・大型ディスカウント店とも言えない中途半端な業態だったため、近隣とマニア層、通販広告以外の顧客が定着しなかった。
この売上の減少は致命的なダメージとなり、通信販売において購入者に前もって代金を入金させ、これを運転資金として商品調達を行っていたことから自転車操業に陥ってしまい、売上の減少による資金不足でMicrosoft Windows 95発売時の「売れ時」を逃す結果となる。それでも何とか売上回復を期し、PCメモリを格安で販売する戦略に打って出たが、雑誌広告にメモリの価格を先読みして打ち出したため、雑誌掲載価格を調達価格が上回ることも多く、伝票上で多額の損失を計上した。当時35歳だった寺田は「マージンが入るので大丈夫」と公言していたが、それを確認できるような人物は人事面ですでに排除されてしまっていた。
これらの打開策として秋葉原に「ステップPC工房」を開店し、ジュエリー用のショーケースにPCパーツが陳列され、落ち着いた雰囲気の中で自作パーツの購入や好きな組み合わせでのPCオーダーができるという、従来とはまったく違う方向性を打ち出した。これと同時に本社機能の一部を秋葉原に移転したものの、3か月後には市川市に戻す結果となり、この移転費用も大きな負担となった。肝心のステップPC工房のジュエリーケースも、サイズのミスで使用できない什器が出るなどした。
さらに、サービスを排除した低価格路線の象徴であった「5つのNO!」を廃止し、サービス向上と合理化を進めたが、今までの全店舗一括仕入れを各店毎の仕入れにしたため、スケールメリットを自ら放棄して仕入れ値を上げる結果となった。1996年2月期には165億円と前年期以上に売上が減少した結果、資金繰りに行き詰まって同年9月20日には千葉地裁に和議を申請し、倒産した。同日朝、ステップの幹部社員数名にだけ和議申請の事実が知らされ、店舗にて幹部社員が正午にシャッターを閉めるよう従業員に指示し、その後に従業員は倒産の事実を告げられた。負債は70億円。倒産時点での店舗数は、全3店舗（行徳1店、秋葉原2店）であった。

## 5つのNO!
「5つのNO!」とは、商品を「説明しない」「展示しない」「交換しない」「解約しない」「無料サービスはしない」の5つのことで、コストを削るための手段であり、店内にもこのキャッチフレーズが掲出されていた。そのほか、トイレの利用不可、クレジットカードの利用は3万円以上の購入に限る、カード利用手数料として購入金額の5%を別途支払ってもらうなど、客に対しての制限が設けられていた。市川の本店には電話も設置されていなかった。店員は来客に対応していると、最高で5%の減給処分となった。正社員の給与も、月給や時給ではなく、分給で計算されて支給された。朝日新聞の記者が取材のために訪問しても、取材に対応して減給されることを恐れて店員は後ずさりして対応しなかった。本店の営業時間は12-17時の5時間だけであり、火曜日と水曜日は定休日であった。埼玉県から77万円の現金を持って来た客に対しても、営業時間を1分過ぎたら対応せずに追い返した。店員も17時の閉店時間の数分後には全員退店していた。そのため、日経流通新聞の調査では、従業員1人が年間約2億2000万円を売り上げていることになっており、売り場面積1坪あたりの売上も約1億4000万円と、共に電器小売業のトップだった。
サービスを徹底的に排除した一方、薄利での運営が行われた。1990年の年商は150億円であったが、利益率は4.8%であり、当時の小売業の25%と比較して低い設定であった。寺田は、店員が顧客に挨拶するにも150円の経費がかかるとし、「店と客は対等であるべき。現金と商品の交換だけでいい。」「すべて、コストを下げるため。そのための当然のことをやっているまで。」「将来はメーカーの圧力で、過激な安売りはできなくなるかもしれない。だから、今のうちに安いというイメージを定着させたい。」と語った。寺田はステップを創業する以前は、1982年3月までナショナル系列の普通の電器店を営んでいた。系列店として「松下商法」を教えられ、その通りに営業したが、思ったほど利益は得られなかった。そこでナショナルの電池を2割引きで販売したところ、松下電器の社員が来て「ナショナル」の看板を取り外して持ち帰ってしまったのだという。「松下商法の逆をする」が、ステップの原点となった。店舗運営において、商品を顧客に説明できる店員を育成するコストは莫大なものであり、それらはすべて商品価格に反映されてしまう。しかし、それは商品について熟知した客によっては不要なコストであるとした。
1990年時点では8人のバイヤーが在籍し、全国のバッタ屋から格安商品を集めた。安く売れるなら洗剤や女性の下着まで何でも仕入れて販売した。仕入先に迷惑がかからないよう、箱の送り状はすべて剥がされて保管された。箱のまま野積されたパソコンやAV機器は新品-最新モデルばかりであったが、定価の2-4割引で販売された。
店頭では毎週更新する価格表を配布し、客はこの価格表を見ながら注文するという形態であった。秋葉原進出後は他店もステップの価格を参考にするようになり、一時は秋葉原での価格形成に影響をおよぼしていた。特に、Macintosh商品は土日になると時間単位で価格が下がっていくのも珍しくなかった。
「交換しない」は不良品であっても適用され、それを引いてしまった客はステップを介さずメーカーにサポートを依頼する必要があった。
こうした営業形態はパソコンをよく知るマニアには適していたが、パソコンの一般普及に伴って初心者が増えると「（価格は）安かろう・（サービスは）悪かろう」と揶揄されるようになり、逆に市場を逃す原因ともなった。

## 存在した店舗
- 本店 - 行徳に所在し、別にサポートセンターも構えていた。
- 秋葉原店 - ステップPC工房を含めて5店舗。
- 六本木店 - 主にMacを扱っていた（倒産以前に閉店）。
- 幕張店 - 海浜幕張駅前のプレナ幕張に所在していた（倒産以前に閉店）。
- 検見川浜店 - 千葉県千葉市美浜区に所在していた（倒産以前に閉店）。
- 富里店 - 千葉県印旛郡富里町（現・千葉県富里市）七栄に所在していた（倒産以前に閉店、倒産時は倉庫）。
- 日本橋店 - 大阪地区唯一の店舗（倒産以前に閉店）。

## 宣伝・広告
おもに雑誌広告がメインだったが、幕張店開店前後にbayfmでラジオコマーシャルを放送したことがあったほか、同局の井上陽水の特別番組の冠スポンサーを担当したことがあった。

## 倒産後
ステップの倒産後、寺田は1998年7月に株式会社GENO（ジェノ）を設立した。同社はステップと同じくパソコンや家電の小売販売を行っており、秋葉原にも店舗を構えている。また、グループ企業として、パソコンの廃棄やリユースに関する株式会社シルバーウインも運営している。